# Atrofia da compressione
Questo tipo di atrofia è dovuta a una durevole compressione o stiramento delle cellule esercitate da cisti parassitarie, tumori, granulomi, calcoli, liquidi ecc. Questa azione meccanica, oltre ad agire direttamente sulle cellule, viene anche a ridurre la circolazione umorale e ne consegue atrofia di parti di organi e di organi interi per impedito ricambio cellulare. Infatti in questo tipo di atrofia, l'azione dannosa della compressione, agisce anche attraverso ischemia da compressione sui vasi. 
Un esempio frequente di atrofia da compressione si verifica nel rene: idronefrosi.
Altro esempio di atrofia si verifica quando si ha la dilatazione dei capillari sinusoidi che si verifica nella stasi sanguigna del fegato; comprimendo le lamine epatiche, provoca fenomeni atrofici degli epatociti.